# Zillertal-Alperne
Zillertal-Alpene er en bjergkæde i Tyrol i Østrig som er en del af Alperners hovedkam. En række toppe når over 3.000 moh., og på flere er der isbræer. Kæden er opkaldt efter Zillertal, som strækker sig ind i massivet nordfra.

## Afgrænsning
Zillertal-Alperne begrænses
- i øst af Krimmler Ache (en biflod til Salzach), Krimmlerpasset og Tauferer Ahrntal (mod Hohe Tauern),
- i syd af Pustertal (mod Dolomitterne),
- i vest af Wipptal på begge sider af Brennerpasset (mod Sarntal- og Stubai-Alperne).

Nordgrænsen til Tux-Alperne (i nordvest) og Kitzbühel-alperne (i nordøst) er defineret til at krydse Zillertal mellem Mayrhofen og Zell am Ziller. De respektive skel følger fra Mayrhofen langs Tuxertal, Tuxerpasset og Schmirnbach til Wipptal; fra Zell går det via Gerlospasset til Salzachdalen.

## Toppe
De vigtigste bjerge i Zillertal-Alperne er:
- Hochfeiler (3.510 moh.)
- Großer Möseler (3.478 moh.)
- Olperer (3.476 moh.)
- Hochfernerspitze (3.463 moh.)
- Turnerkamp (3.418 moh.)
- Großer Löffler (3.376 moh.)
- Hoher Riffler (3.231 moh.)

## Dale
Hoveddalene i Zillertal-Alperne er Zillertal med dens sidedale. Zillertal deler sig i flere mindre dale (Gründe) syd for Mayrhofen, disse er Tuxertal, Zamser Grund, Stillupgrund (ubeboet) og Zillergrund. Fra øst strækker Mühlwalder Tal, en sidedal af Tauferer Ahrntal, sig inn i Zillertal-Alperne. Blandt Pustertals sidedale ligger Pfunderer Tal og Jochtal i Zillertal-Alperne. Pfitscher Tal, Valsertal og Schmirntal er sidedale til  Wipptal

## Geologi
Zillertal-Alperne er en del af det såkaldte Tauernvindue, hvor erosionen har blotlagt dybere lag end det ellers er normalt for Østalperne. Bjergarterne i Zillertal-Alperne er derfor overvejende granitgnejs og skifer.
47°0′N 11°48′Ø / 47.000°N 11.800°Ø